# Bateria de Albufeira
A Bateria de Albufeira localiza-se na rua da Bateria, na atual Freguesia de Albufeira e Olhos de Água, na cidade  e no Município de Albufeira, no Distrito de Faro, Algarve, em Portugal.
A sua construção inscreve-se no complexo militar renascentista (século XVI - conjetural) da cidade de Albufeira, como parte integrante de uma rede de fortificações costeiras erguida no Algarve, fruto da renovação das antigas torres costeiras medievais, na época moderna, das quais são exemplo o Forte da Quarteira, a Bateria da Baleeira ou o Forte de Santo António de Pêra.
Embora actualmente desprovida de elementos caracterizadores suficientes, a nível municipal os seus vestígios são importantes devido à sua localização em pleno núcleo histórico, testemunhando a importância da praça militar de Albufeira ao longo dos séculos.

## História
Terá sido erguida ainda no século XVI.
À época da Dinastia Filipina, o engenheiro-militar e arquitecto napolitano Alexandre Massai, na sua Descripção do Reino do Algarve…, extenso relatório sobre o Reino do Algarve e o Reino de Portugal, cujo levantamento fora realizado entre 1617-1618 e concluído em 1621, destinando-se a informar o Supremo Conselho (de Guerra e da Fazenda) de sua Majestade sobre as obras e reparos necessários às fortificações litorâneas, portuguesas e algarvias, reportou que a Bateria da Albufeira era construída ao uso antigo e que a falésia onde se erguia estava minada por baixo, quase a cair. Apoiava-se num muro que ligava os dois extremos da antiga muralha do Castelo de Albufeira, na cota de 41 metros acima do nível do mar, e estava artilhada na ocasião com três canhões de bronze de berço, de dois quintais de calibre, um dos quais fora de serviço.
Posteriormente, à época da Guerra Peninsular, o então Príncipe-Regente D. João, expediu um Alvará, datado de 1805, pelo qual o Forte da Quarteira, o Forte de Valongo, a Bateria de São João, a Bateria de Albufeira, a Bateria da Baleeira e o Forte de Santo António de Pêra passavam a depender da praça militar de Albufeira.
Prosseguindo a erosão marítima, com a derrocada da falésia, a bateria quase desapareceu.
Data de 14 de Março de 1932 a única planta conhecida desta fortificação, com o formato de um trapézio irregular voltado para o mar. Salienta-se que, à época, os vestígios da construção já não permitiam qualquer identificação confiável acerca da organização dos vãos bem como do próprio alçado. As dependências do paiol subterrâneo ainda se encontravam íntegras.
Na segunda metade do século XX, a acelerada degradação da falésia conduziu à ruína dos poucos elementos identificados em 1932 e a queda de praticamente toda a parte Oeste do forte, até ao extremo Este do paio subterrâneo.
Actualmente restam apenas vestígios, separados da cidade por um pequeno muro em parapeito sobre a falésia, a Norte do forte. Subsiste parte do paiol de pólvora, subterrâneo, de forma vertical, em zona rochosa. A parte Este é composta por uma parede de alvenaria rebocada, com abóbada de berço, definida por um arco de volta perfeita, de ladrilhos. Mantém-se ainda parte do pavimento, igualmente de alvenaria rebocada. Estes restos encontram-se em terreno devoluto, de propriedade da Câmara Municipal.

## Características
Trata-se de uma construção peri-urbana, isolada no topo da falésia do Castelo de Albufeira, a 41 metros acima do nível do mar, integrante do antigo forte sobre a praia, na arriba central da cidade, comunicando directamente com o morro onde se ergueu o núcleo antigo da povoação e que funcionou como corpo avançado do castelo medieval.
É um exemplar de arquitectura militar em estilo maneirista, hoje incaracterísti{{}}ca estilisti{{}}camente. Era uma bateria defensiva de planta em trapézio triangular irregular voltado para o mar. A construção incluía paredes autoportantes, em alvenaria rebocada e ladrilho.